# Нагарпур
Нагарпур (бенг. নাগরপুর, англ. Nagarpur) — город в центральной части Бангладеш, административный центр одноимённого подокруга. Площадь города равна 4,68 км². По данным переписи 2001 года, в городе проживало 10 043 человека, из которых мужчины составляли 51,25 %, женщины — соответственно 48,75 %. Плотность населения равнялась 2146 чел. на 1 км².